# Wasserkraftwerk Hohenstein
Das Wasserkraftwerk Hohenstein ist eines von zwei Laufwasserkraftwerken in Witten an (bzw. in) der Ruhr.
Bauherr des von 1922 bis 1925 auf einer Ruhrinsel errichteten Kraftwerks war die etwas weiter flussabwärts ansässige Schaufelfabrik Bredt. Die Architektur der Kraftwerksbauten in expressionistischen Formen wurde von dem Essener Architekten Edmund Körner entworfen. 1928 erwarb die VEW, heute RWE, die Anlage. Die drei im Original erhaltenen Francis-Turbinen des Kraftwerkes leisteten insgesamt 1,75 Megawatt. Sie wurden 1996 nach einem Schaden durch einen modernen Generator ersetzt.
Seit 1986 ist das Elektrizitätswerk als Baudenkmal in der Liste der Baudenkmäler der Stadt Witten verzeichnet. Es ist auch ein Standort der Route Industriekultur, kann jedoch nicht regulär besichtigt werden.
Das Kraftwerk liegt unterhalb des namensgebenden Bergrückens Hohenstein.

Übersicht mit dem Überlauf der Staustufe
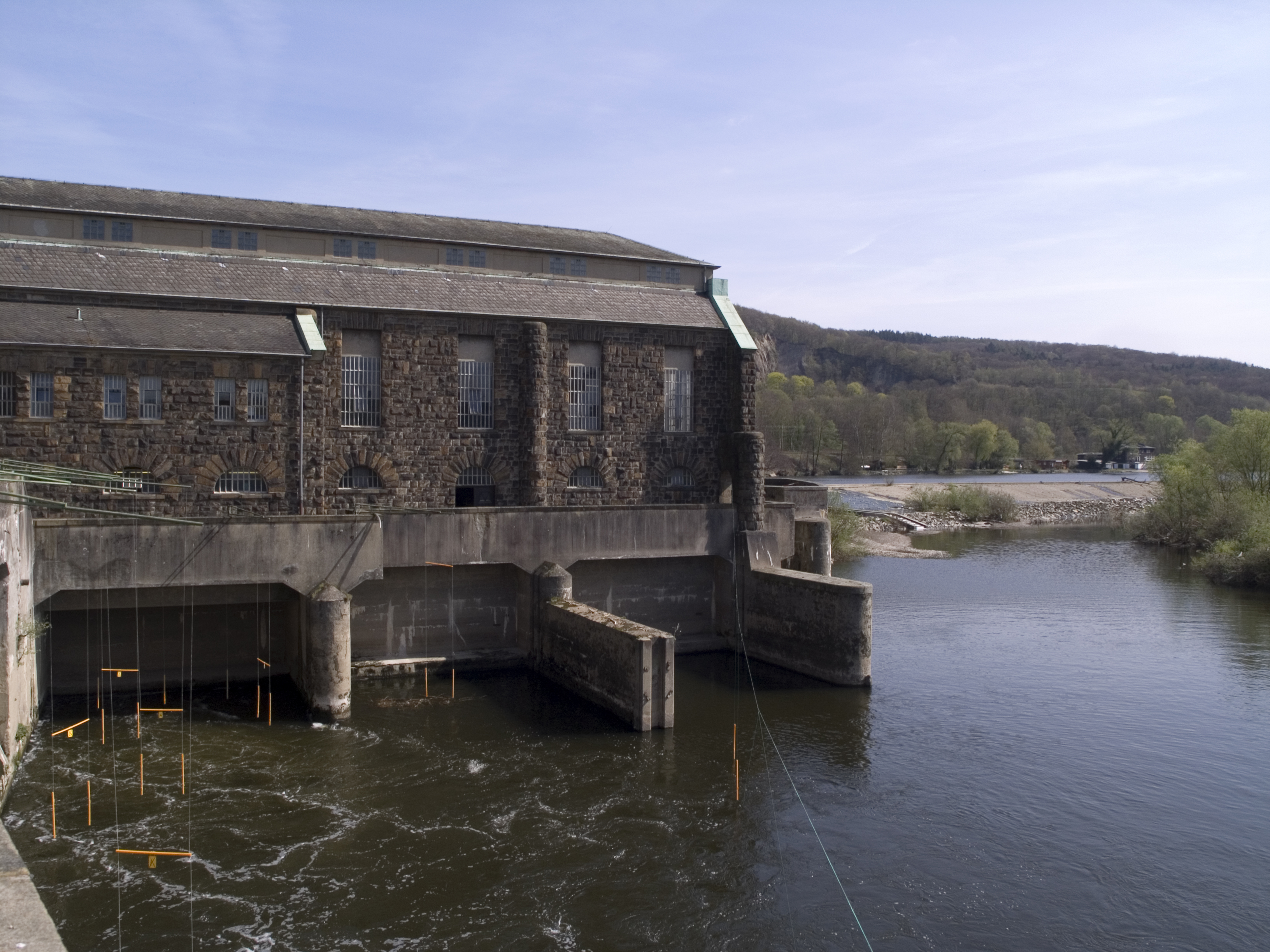
Auslauf
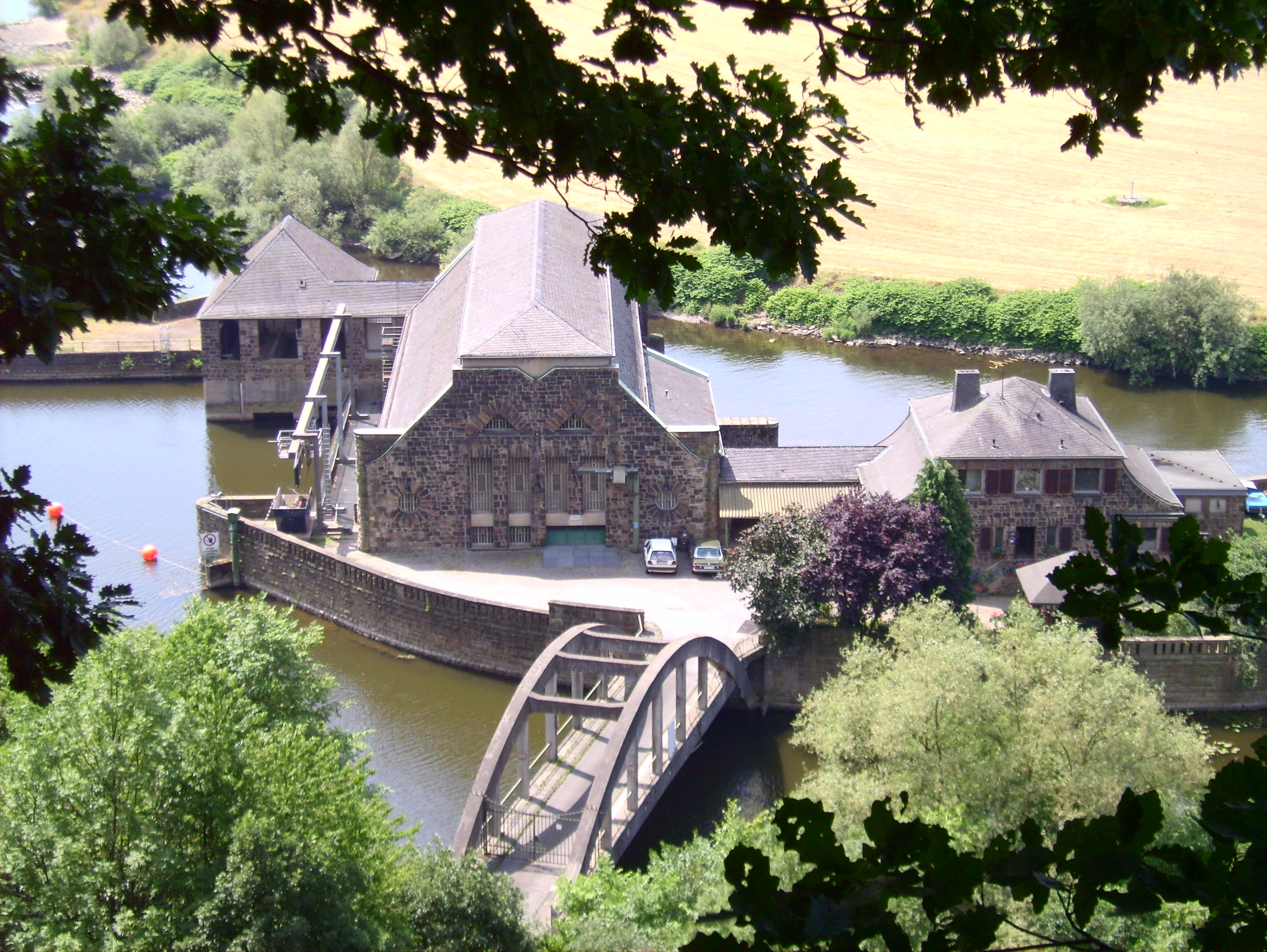
Von oben
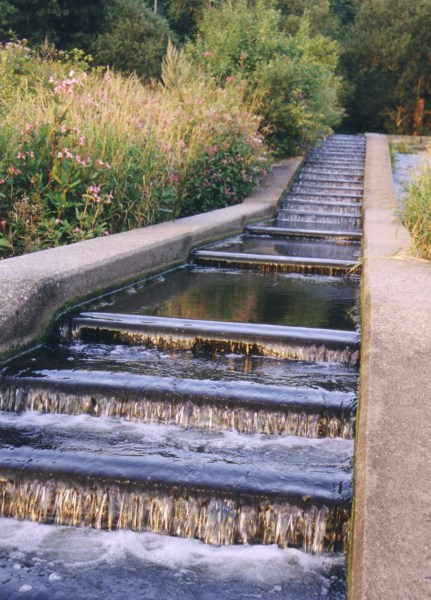
Fischtreppe

## Lage
- Anschrift: Kraftwerk Hohenstein, Wetterstraße 30b, Witten